# Samtgemeinde Bardowick
La comunità amministrativa di Bardowick (Samtgemeinde Bardowick) si trova nel circondario di Luneburgo nella Bassa Sassonia, in Germania.

## Suddivisione
Comprende 7 comuni:
1. Bardowick (comune mercato)
2. Barum
3. Handorf
4. Mechtersen
5. Radbruch
6. Vögelsen
7. Wittorf

Il capoluogo è Bardowick.